# Christian Will
Christian Will (* 28. November 1927 in Rimpar; † 13. Mai 2019 in Würzburg) war ein deutscher Politiker (CSU).
Im Alter von 16 Jahren wurde Will zum Kriegsdienst einberufen. Nachdem er aus der Kriegsgefangenschaft entlassen war, folgte eine Schriftsetzerpraxis in der Fränkischen Gesellschaftsdruckerei Würzburg, wo er Betriebskalkulator und Sachbearbeiter für Lohn- und Gehaltsfragen war. In seiner frühen Jugend war er Mitglied der katholischen Jungschar, Dekanatsjugendführer im BDKJ und Vorsitzender des Kreisjugendrings Würzburg-Land. Ferner war er Verfasser und Herausgeber heimatkundlicher Geschichtsbücher.
Will war Gründungsmitglied der JU Würzburg-Land und langjähriger Kreisvorsitzender der Jungen Union. Er war Kreisvorsitzender der CSU, Mitglied des Gemeinderats in Estenfeld und Mitglied des Kreistags. Von 1970 bis 1994 war er Mitglied des Bayerischen Landtags, in den er stets direkt im Stimmkreis Würzburg-Land gewählt wurde.